# Château de Mimi
Le Castel Mimi (en roumain Castelul Mimi) est un domaine viticole de la fin du XIXe siècle situé dans le village de Bulboaca dans l’arrondissement d’Anenii Noi en Moldavie.

## Historique
Le domaine a été fondé par le boyard moldave Constantin Mimi sur les terres de sa famille, dans ce qui était alors la province de Bessarabie de l’Empire russe. L’architecture néoclassique et historicisante est inspirée par les modèles français : Constantin Mimi avait étudié la viticulture, la vinification et la commercialisation du vin à Montpellier, et décidé de produire des vins sur place pour le marché russe, qui jusqu’alors les importait d’Europe occidentale. Il est le second grand viticulteur à développer cette production en Bessarabie après le français Christophe-Charles Sicard de Vallauris, établi à Vadu-lui-Vodă.
Le chai du Castel Mimi pouvait stocker environ 300 000 litres de vin en fûts et bouteilles. Constantin Mimi s’enrichit considérablement dans ce commerce, puis, après que la République démocratique moldave se soit unie à la Roumanie en 1918, il devint homme d’État, diplomate et directeur de la Banque nationale roumaine en 1926, puis mourut en 1935. Le domaine a fonctionné jusqu’à la Seconde guerre mondiale à l’issue de laquelle la Moldavie devint soviétique et le domaine fut nationalisé et transformé en kolkhoze vinicole (la famille Mimi s’enfuit en Roumanie et de là, émigra aux États-Unis). Les installations devinrent vétustes avec le temps et le domaine périclita au profit d’autres kolkhozes vinicoles comme ceux de Cojușna, Cricova, Mileștii Mici, Purcari ou Talmaza.
Privatisé, le Castel Mimi a été rénové par ses nouveaux propriétaires entre 2011 et 2016, abritant désormais un musée, une galerie d’art pour les jeunes artistes, une salle de conférences et de congrès, un hôtel, un spa, un restaurant, des studios d’art populaire et d’arts culinaires, ainsi que plusieurs salles de réception. Le 1er juin 2023, il a accueilli la réunion de la Communauté politique européenne à laquelle participèrent 43 chefs d'État ou de gouvernement et 4 représentants de l’Union Européenne.

## Galerie

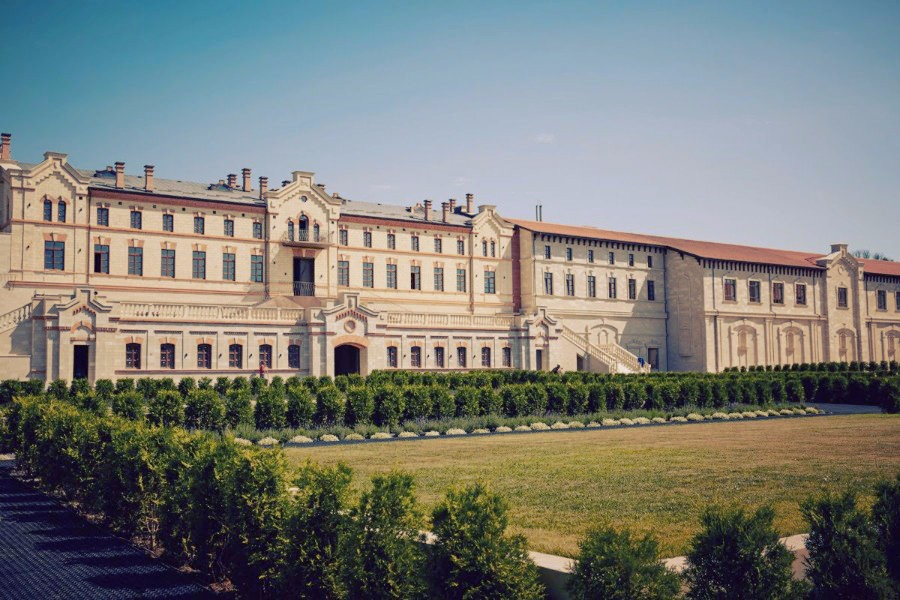
Vue générale
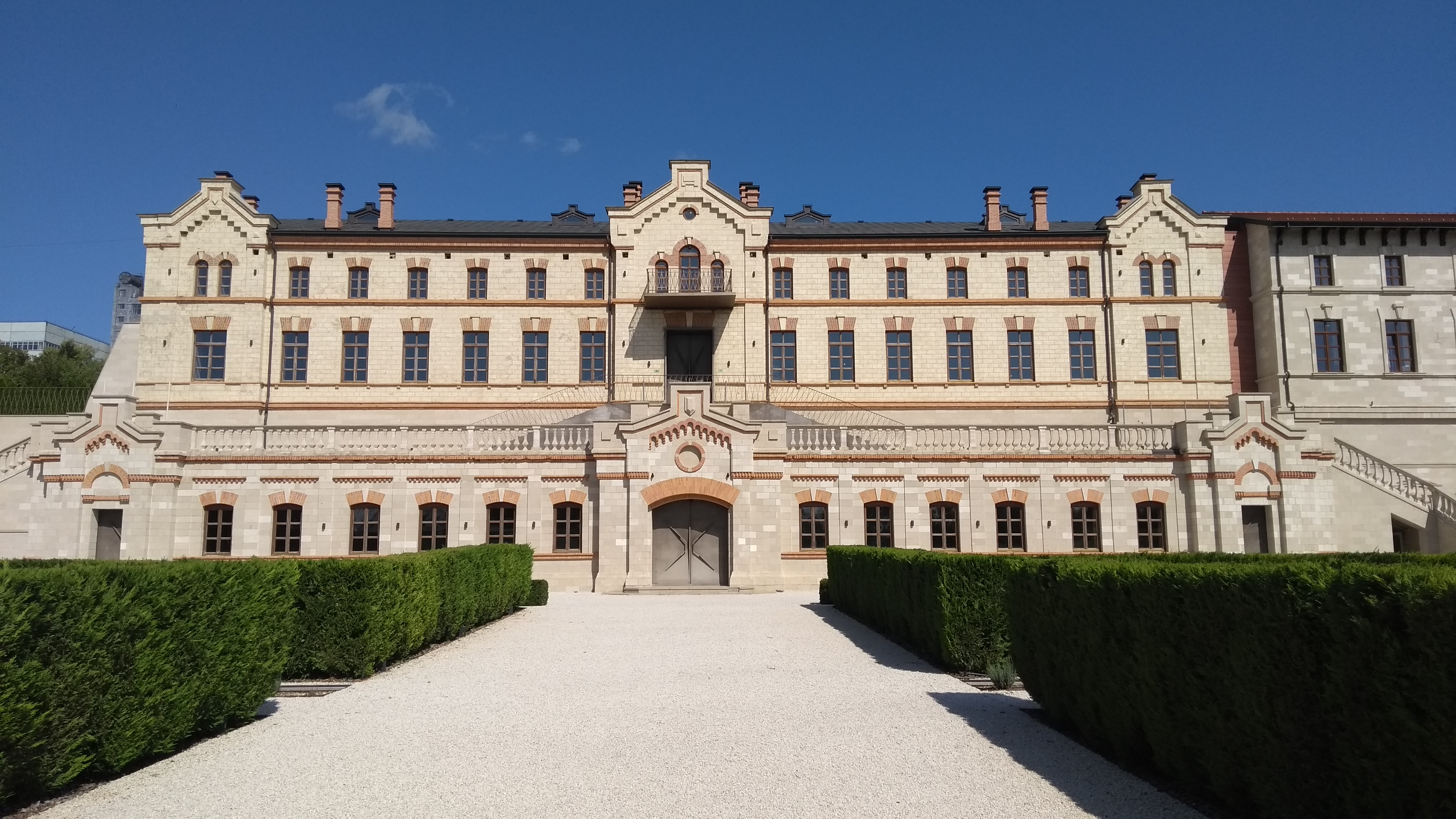
Façade principale
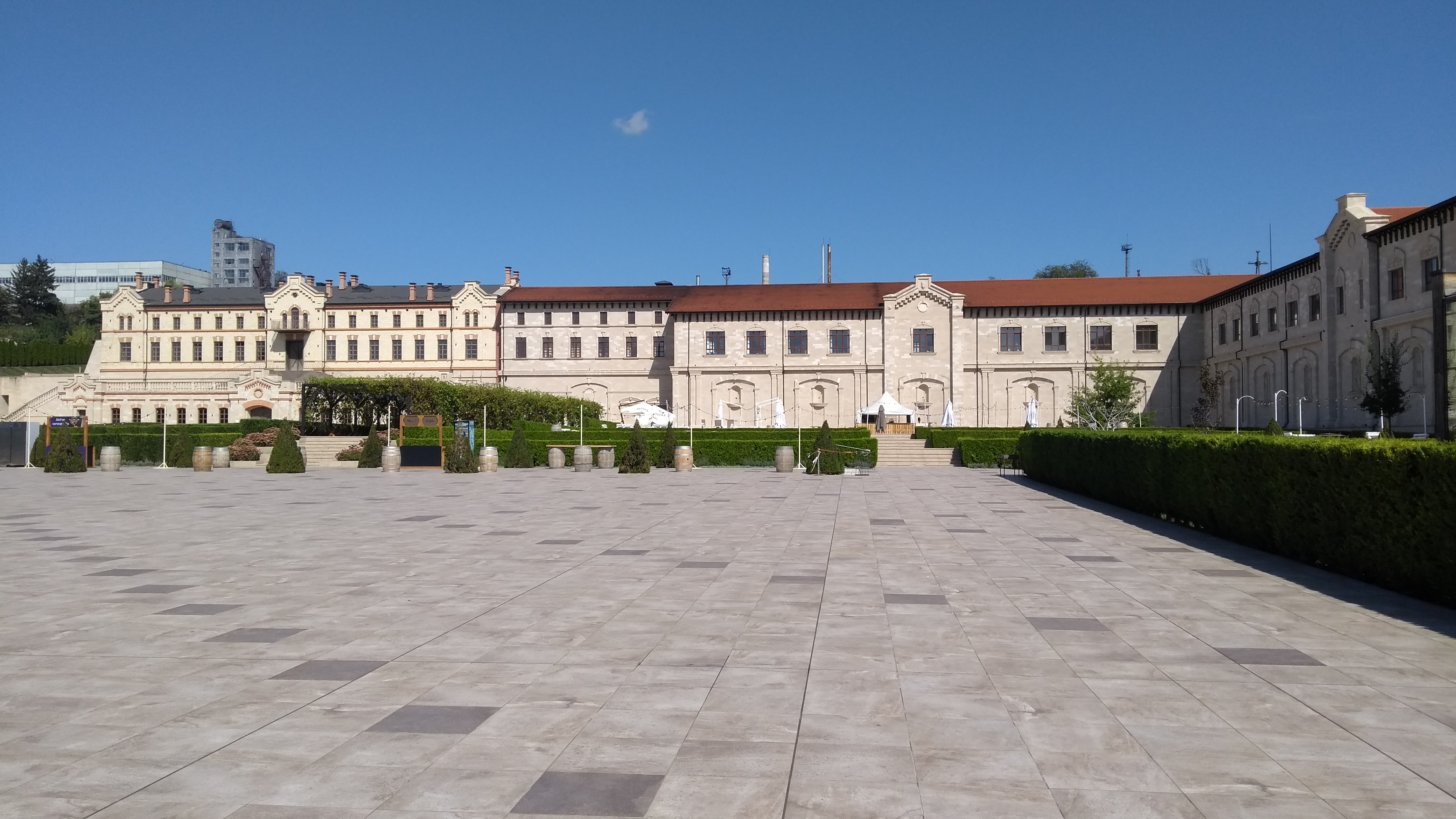
Esplanade
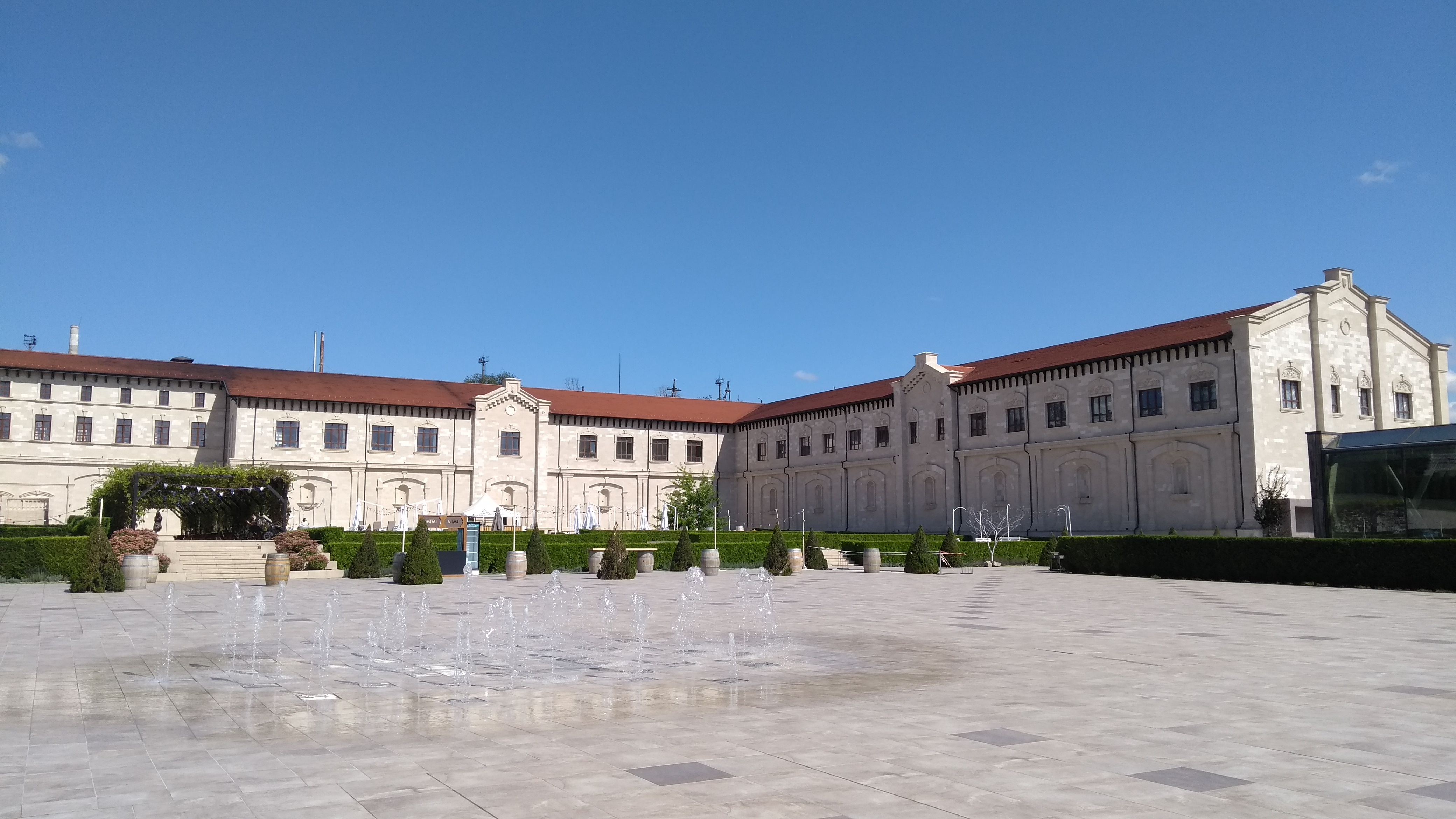
La fontaine et, à droite, le chai
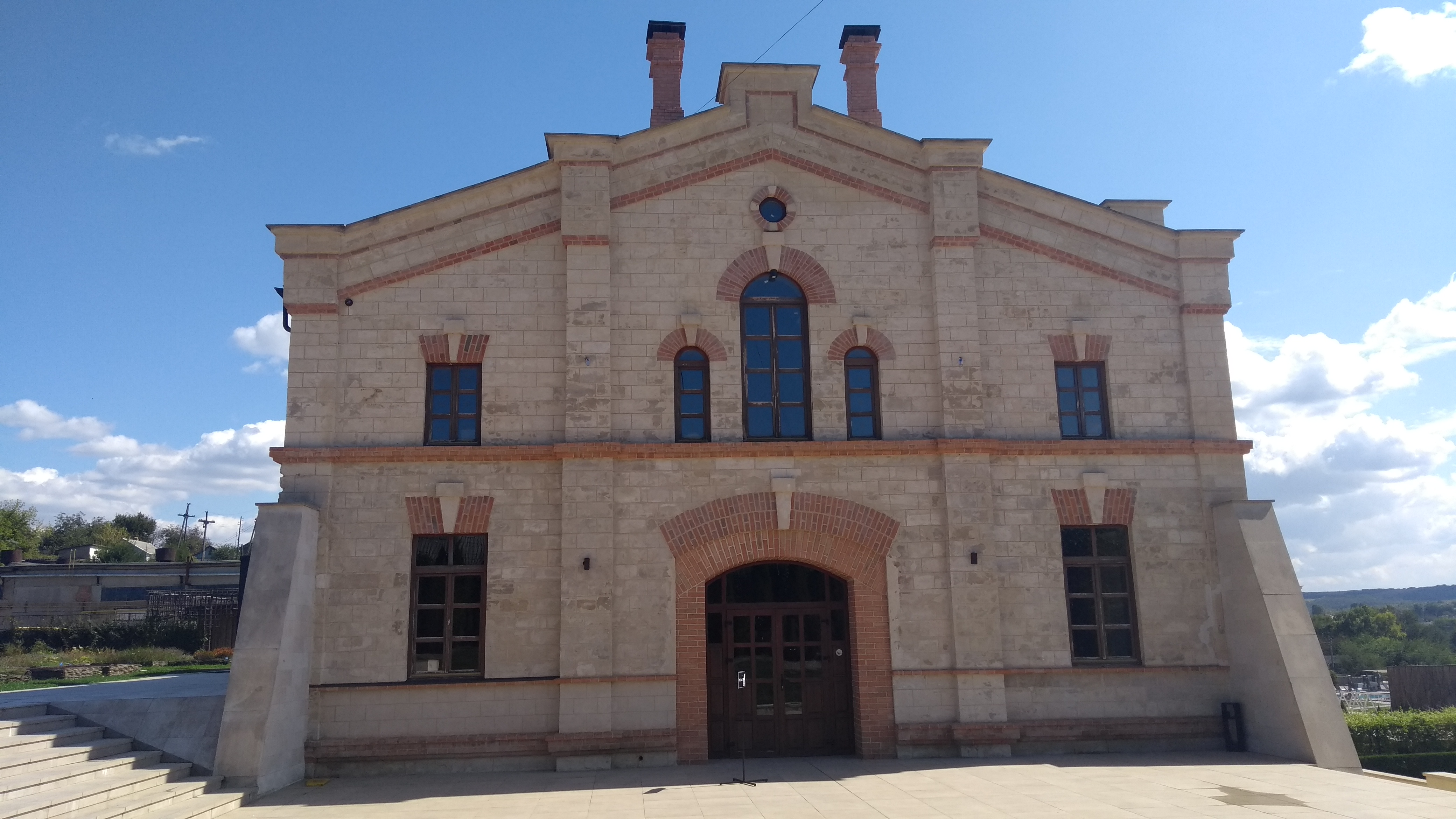
Entrée du chai
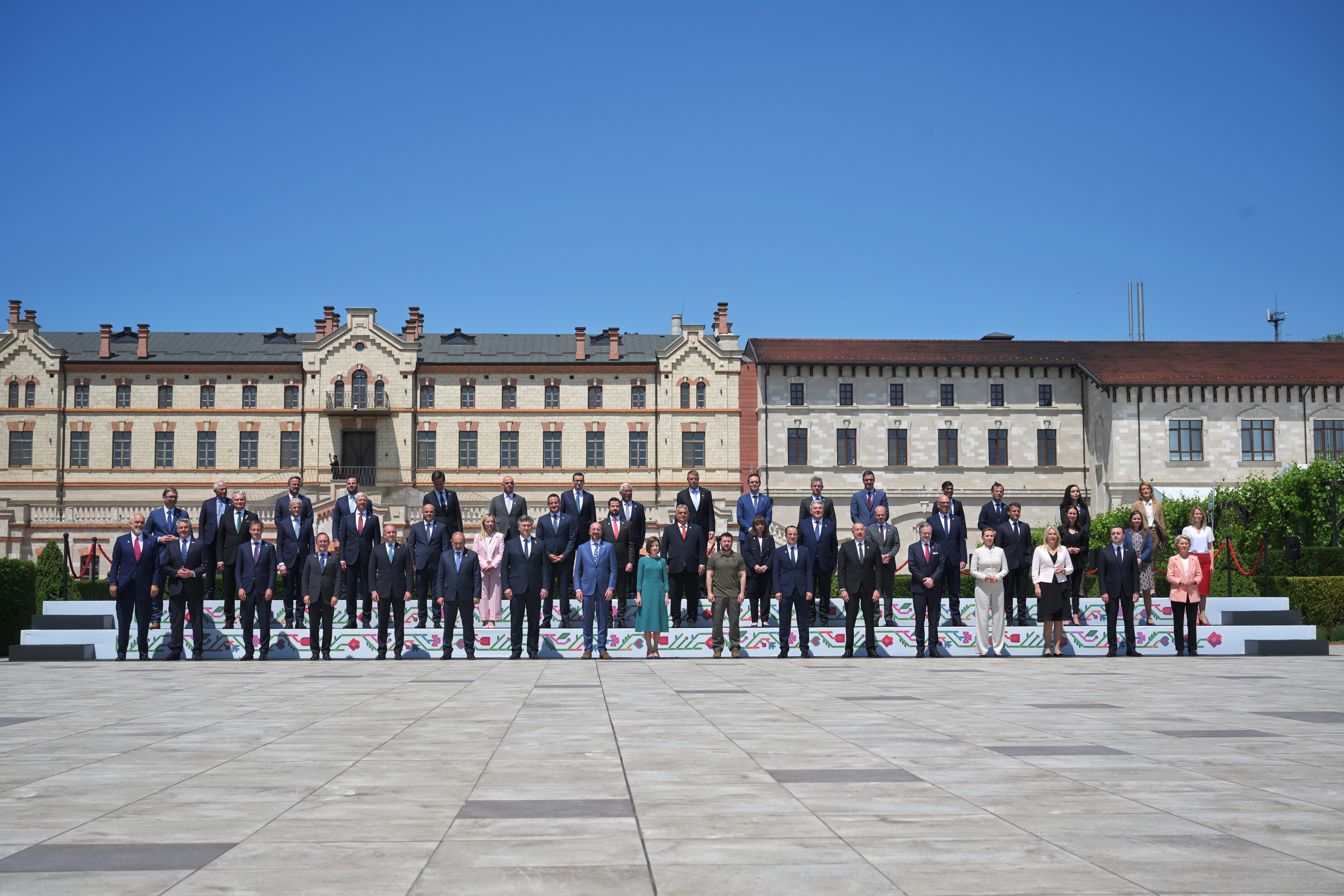
Réunion du 1er juin 2023 de la Communauté politique européenne